# Tormenta subtropical de las Azores de 2005
La tormenta subtropical de Las Azores en 2005 fue la decimonovena tormenta nombrable de la temporada de huracanes del Atlántico que batió los récords en 2005. No fue nombrada oficialmente por el Centro Nacional de Huracanes ya que estaba operativamente clasificada como tormenta no tropical de baja presión. La tormenta se desarrolló en el este del océano Atlántico fuere de un área de baja presión que adquirió características subtropicales el 4 de octubre. La tormenta fue breve, atravesando Las Azores el 4 de octubre por la tarde, antes de convertirse de nuevo en extratropical el 5 de octubre. No fueron notificados daños ni fallecidos. Después de ser absorbido por un frente frío, el sistema pasó a convertirse en el Huracán Vince, que afectó a la península ibérica. 
Meses después de la temporada de huracanes, cuando el Centro Nacional de Huracanes estaba realizado su revisión anual de la temporada y sus tormentas con nombres, los meteorólogos Jack Beven y Erik Blake identificaron esta tormenta subtropical previamente desapercibida. A pesar de su inusual localización y el amplio campo de viento, el sistema tenía un centro bien definido que convectaba alrededor de un núcleo caliente, el distintivo de una tormenta subtropical.

## Historia meteorológica
El sistema se originó a partir de un nivel superior de baja presión justo al oeste de las Islas Canarias el 28 de septiembre. La baja presión se organiza en los próximos días, produciendo varias ráfagas de convección. Mientras seguía siendo tropical con un núcleo frío se movió progresivamente de oeste a noroeste. El 3 de octubre, se convirtió en una amplia superficie baja a unas 400 millas náuticas (460 millas, 740km) al suroeste de la Isla de San Miguel en Las Azores. El 4 de octubre temprano, la convección aumento a medida que la superficie baja se organizaba, y el sistema se convirtió en una borrasca subtropical. Más o menos al mismo tiempo, la borrasca se convirtió en el noreste en un sector caliente ante un frente frío que se aproximaba y se consolidó en una tormenta subtropical. El sistema continuó el seguimiento del noreste y se reforzó ligeramente, alcanzando su máxima intensidad de 50 mph (85km/h) a medida que se acercaba a Las Azores esa tarde. Tras el seguimiento por Las Azores, la tormenta se debilitó ligeramente a medida que se movía hacia el norte-noreste. A través de una interacción con un frente frío, el 5 de octubre temprano, la tormenta subtropical se convirtió en extratropical. El sistema fue completamente absorbido más tarde ese día por el frente. El sistema recién absorbido se separaría del sistema frontal de disolución y se convertiría en la Tormenta Subtropical Vince, el 8 de octubre.
En ese momento, no se creyó que el sistema hubiese sido subtropical. Sin embargo, hubo varias conclusiones de postemporada que confirmaron que el sistema efectivamente era una tormenta subtropical. La primera fue el patrón/modelo de la nube, en el que tenía una profunda convección alrededor del centro y fue mejor organizada con un centro de circulación bien definido. Además, el sistema tenía un núcleo caliente más típico de los ciclones tropicales en comparación con el núcleo frío de los ciclones extratropicales. La naturaleza del núcleo caliente también significó que no había frentes calientes o fríos conectados al sistema, ya que las temperaturas no cambiaron antes y después del sistema hasta que el frente frío ajeno pasó Las Azores. Imágenes de satélites indicaban que el sistema era una tormenta tropical breve al mismo tiempo que el núcleo caliente fue encontrado; sin embargo, el campo de viento generalizado y la presencia de un seno de nivel superior confirmaron que era simplemente subtropical.

## Impacto, clasificación y registros
Los vientos fuertes de la tormenta tropical se registraron sobre partes de Las Azores, principalmente en las islas del este. Los vientos más fuertes se registraron en la Isla de Santa María, donde los vientos continuos de 10 minutos alcanzaron las 49 mph (79 km/h) con ráfagas de 59 mph (94 km/h). Ponta Delgada se enfrentó a vientos de 38 mph (61 km/h), con la máxima ráfaga registrada de 52 mph (85 km/h). No se informó de ningún daño o fallecimiento.
La tormenta no se clasificó como tormenta subtropical hasta el 10 de abril de 2006, tras una revaluación del Centro Nacional de Huracanes. Cada año, el CNH vuelve a analizar los sistemas de la temporada pasada de huracanes y revisa la historia de la tormenta con frecuencia por si hay nuevos datos que no estaban operativamente disponibles. Si la tormenta hubiese sido operativamente reconocida habría sido nombrada Tormenta Subtropical Tammy, y las tormentas formadas después del 4 de octubre se hubiesen movido un nombre más abajo en la lista. El Huracán Wilma se habría llamado Alpha, que de haber sido retirado como lo fue Wilma, no podría haber sido reemplazado por una letra griega «alternativa», como es la convención con nombres en el estándar de la lista A-W. Cuando el sistema se consolidó en una tormenta subtropical, el 4 de octubre, fue la primera en formarse de las 19 tormentas tropicales o subtropicales de la temporada. El antiguo récord lo tenía una tormenta sin nombre en el año 1933 en la temporada de huracanes del Atlántico, que se formó el 25 de octubre de 1933. También era solo la cuarta vez que se formaron 19 tormentas en una temporada.